# Anabelas
Anabelas es el primer álbum de estudio del grupo de rock progresivo argentino Bubu, editado en el año 1978.
Grabado entre marzo y octubre de 1978, Anabelas es un trabajo conceptual consistente en tres canciones extensas, características propias del rock sinfónico.
En este álbum participaron reconocidos nombres del rock argentino como Polo Corbella, Petty Guelache o Eduardo Rogatti, entre otros.
Este disco no contó con la participación de su vocalista original, Miguel Zabaleta, quien se retiró a principios de ese año y fue reemplazado rápidamente por Guelache.

## Lista de canciones
Lado A
| N.º | Título                          | Escritor(es)                                              | Duración |  |
| 1.  | «El cortejo de un día amarillo» | Daniel Andreoli (compositor) / Sergio Blostein (arreglos) | 19:25    |  |

Lado B
| N.º   | Título                 | Escritor(es)                                         | Duración |  |
| 2.    | «El viaje de Anabelas» | Daniel Andreoli (compositor) // Wim Forstman (letra) | 11:08    |  |
| 3.    | «Sueños de maniquí»    | Daniel Andreoli (compositor) // Wim Forstman (letra) | 09:18    |  |
| 39:51 |                        |                                                      |          |  |

## Personal
- Petty Guelache - voz
- Eduardo Rogatti - guitarra
- Edgardo "Fleke" Folino - bajo
- Polo Corbella - batería
- Win Forstman - saxo tenor, letras
- Sergio Polizzi - violín
- Cecilia Tenconi - flautas
- Mario Kirlis - piano